# 伊和吉林郭勒
伊和吉林郭勒，也作伊和吉仁郭勒、吉林郭勒、吉林河，位于中华人民共和国内蒙古自治区东部的一条内陆河，发源于赤峰市克什克腾旗北部巴彦查干苏木浩腾图沟东北平顶梁子，向西流至吉日嘎查后转北流，经恩格日宝力格嘎查、必留太嘎查、巴彦查干苏木政府驻地、巴彦查干嘎查、都希也图嘎查、呼和锡勒嘎查、乌套海嘎查、锡林郭勒盟西乌珠穆沁旗浩勒图高勒镇雅日盖图嘎查等地，过吉仁高勒镇后转西流，至巴彦乌拉嘎查重新转向北，流经西乌珠穆沁旗与锡林浩特市交界地区，敖优廷郭勒于朝克乌拉苏木浩雅洪格尔社区东北汇入，进入东乌珠穆沁旗额吉淖尔镇后河床不明显，最后注入嘎达布其镇中蒙边界处的必其格特陶勒盖洼地。河长490.3千米，流域面积23005.30平方千米，河道平均比降为0.97‰。伊和吉林郭勒上游位于大兴安岭西南段中低山区，中游以下由低山丘陵进入波状平原区，河道迂回曲折，两岸广为沼泽湿地，多湖泊。
2019年克什克腾旗人民政府公布的伊和吉林郭勒在克旗境内的河流长度为102千米，流域面积为1552平方公里。